# Plesan
Plesan is een bestuurslaag in het regentschap Sukoharjo van de provincie Midden-Java, Indonesië. Plesan telt 2109 inwoners (volkstelling 2010).